# اومورا ماسوجیرو
اومورا ماسوجیرو (به ژاپنی: 大村益次郎 Omura Masujiro)؛ زاده ۳۰ مهٔ ۱۸۲۴درگذشته ۷ دسامبر ۱۸۶۹ (۴۵ سال)) یک رهبر نظامی در دوره باکوماتسو و یکی از ده قهرمان برجسته اصلاحات بود در ژاپن بود. او به عنوان «پدر» نیروی زمینی امپراتوری ژاپن شناخته می‌شود، و در دوره میجی یک نیروی نظامی مدرن را که دقیقاً مطابق با سیستم آن روز فرانسه طراحی شده بود، راه‌اندازی کرد.